# Petrofizyka
Petrofizyka – dział geologii i geofizyki, zajmujący się fizycznymi właściwościami skał.
Są to przede wszystkim:
- własności zbiornikowe skał
- własności uszczelniające skał
- gęstość skał i mediów złożowych
- własności termiczne
- własności sprężyste
- naturalna promieniotwórczość